# Viktor III.
Viktor III., rođen kao Dauferius, papa od 24. svibnja 1086. do 16. rujna 1087. godine.